# 陶仁骥
陶仁骥（1937年—），男，四川营山人，中国计算机理论学家，曾任中国科学院软件研究所研究员，中国数学会理事。